# Vendetta (film 1939)
Vendetta (The Mystery of Mr. Wong) è un film del 1939, diretto da William Nigh. È basato sui personaggi creati da Hugh Wiley per la serie di racconti brevi James Lee Wong pubblicati su Collier's Magazine ed è il secondo film della serie della Monogram su Mr. Wong.
Remake di Murder at Midnight, film del 1931 prodotto dalla Tiffany Productions con Aileen Pringle e Alice White.

## Trama
"L'occhio del figlio della Luna" è il nome di un preziosissimo gioiello che Brendan Edwards, ricco collezionista, ha esportato illegalmente dalla Cina. Durante un ricevimento dato nella sua lussuosa residenza di San Francisco, Edwards viene ucciso. I sospetti cadono su Peter Harrison, il suo segretario, sia perché è innamorato di Valerie, la moglie di Edwards, sia perché, durante un gioco, ha usato una pistola. Tra gli ospiti, si trovano il detective Wong e il professor Janney, un criminologo. Edwards, essendo stato minacciato di morte per il possesso del gioiello cinese, aveva lasciato nella cassaforte una lettera nella quale parlava dei suoi sospetti. Wong viene a sapere che Valerie protegge un cantante russo, Strongonoff, la cui fidanzata, una cinese di nome Drina, fa la cameriera in casa Edwards. Drina, venendo negli Stati Uniti, aveva sperato di sposare Strongonoff, ma ben presto si rende conto che questi si è innamorato di Valerie. La cameriera, volendo impadronirsi del gioiello, ruba il documento nella cassaforte scoprendo che la pietra è sparita. Le indagini rivelano che Edwards ha tagliato fuori dal testamento la moglie, lasciando gran parte delle sue proprietà a Sing, il suo fedele maggiordomo. Wong e Janney trovano il gioiello scomparso insieme alla lettera. Drina, che ha accusato Strongonoff di essere il ladro, viene avvelenata. Wong comincia ad eliminare alcuni dei sospetti: anche se Valerie e Peter non riescono a nascondere di essere innamorati uno dell'altra (cosa che sarebbe un ottimo movente), non si può credere alla loro colpevolezza perché, al momento dello sparo che ha ucciso Edwards e che era partito inconfutabilmente da un balcone, ambedue erano vicini alla vittima. L'investigatore è a conoscenza che Strongonoff, in realtà, è un ladro di nome Petrovich, ma non è un assassino. Carslake, l'avvocato di Edwards, che aveva avuto un'animata discussione con la vittima per la brutalità con la quale Edwards trattava Valerie, ha un alibi per la notte del delitto. Il carattere violento di Edwards aveva già indotto al suicidio la sua prima moglie, provocando l'odio del fratello della donna, che non era altri che Janney. Quando il criminologo aveva visto come Edwards torturava anche Valerie, aveva deciso di ucciderlo. Janney, reo confesso, restituisce a Wong il gioiello e, mentre viene arrestato, augura buona fortuna a Valerie con il suo nuovo amore. Wong, da parte sua, provvede a far ritornare in Cina il gioiello rubato da Edwards.

## Produzione
La lavorazione del film, prodotto dalla Monogram Pictures, iniziò nei primi giorni di febbraio del 1939. Per il sonoro, venne usato il sistema Western Electric Sound System.

## Distribuzione
Il copyright del film, richiesto dalla Monogram Pictures Corp., fu registrato il 1º marzo 1939 con il numero LP8686. Il film uscì nelle sale l'8 marzo 1939, distribuito negli Stati Uniti dalla Monogram. Nel Regno Unito, dove fu distribuito dalla Pathé Pictures Ltd., fu per prima presentato a Londra (16 marzo 1939), per poi uscire nelle sale il 17 luglio 1939. In Finlandia, con il titolo Näkymätön murhaaja, uscì il 15 settembre 1940, distribuito dalla Suomi-Filmi; in Spagna, come El misterio de Mr. Wong, fu presentato a Barcellona (12 aprile 1941) e Madrid (2 giugno 1941). In Portogallo fu distribuito con il titolo Mistérios da China. In Italia, distribuito dalla E.I.A., ottenne il visto di censura 31165.